# Хохломка

Хохломка (Хохлома) — река в Ковернинском районе Нижегородской области России. Устье реки находится в 84 км по левому берегу реки Узолы. Длина реки составляет 38 км, площадь водосборного бассейна — 420 км².
Исток реки у деревни Сухая Хохлома в 12 км к востоку от Ковернина. Река течёт на юго-запад, протекает многочисленные населённые пункты Ковернинского района, самый большой и известный из которых — село Хохлома, давшее имя знаменитому промыслу. Впадает в Узолу у деревни Кулигино.

### Притоки (км от устья)
- река Шишинка (лв)
- река Выдренка (пр)
- 16 км: река Ведомость (лв)
- река Филинка (пр)
- ручей Гладышный (лв)
- 23 км: река Нечайка (лв)
- река Смородинка (пр)

## Данные водного реестра
По данным государственного водного реестра России относится к Верхневолжскому бассейновому округу, водохозяйственный участок реки — Волга от Горьковского гидроузла и до устья реки Ока, речной подбассейн реки — Волга ниже Рыбинского водохранилища до впадения Оки. Речной бассейн реки — (Верхняя) Волга до Куйбышевского водохранилища (без бассейна Оки).
По данным геоинформационной системы водохозяйственного районирования территории РФ, подготовленной Федеральным агентством водных ресурсов:
- Код водного объекта в государственном водном реестре — 08010300512110000017268
- Код по гидрологической изученности (ГИ) — 110001726
- Код бассейна — 08.01.03.005
- Номер тома по ГИ — 10
- Выпуск по ГИ — 0